# Trinovantes
Los trinovantes o trinobantes fueron una de las tribus celtas que habitaron en Britania durante el periodo anterior a la invasión romana.  
Su nombre se deriva de los prefijos celtras tri y novio, que en un sentido amplio hace referencia al vigor de la tribu, por lo que vendría a significar El pueblo más vigoroso. 

## Organización
Su territorio se extendía por la zona norte del río Támesis, por las regiones de Essex y Suffolk, e incluía territorios que en la actualidad se localizan en el distrito de Gran Londres. Su capital fue la ciudad de Camulodunum (la moderna Colchester), uno de los emplazamientos propuestos como la ubicación de la legendaria ciudad de Camelot. 

## Historia
Poco antes de la invasión de Britania por parte de un ejército romano dirigido por el gran general Cayo Julio César (55 a. C.-54 a. C.), los trinovantes eran considerados entre los pueblos de Britania como la tribu más poderosa de la isla. En esa época la capital de esta tribu se localizaba en Braughing (la moderna región de Hertfordshire). En muchos manuscritos que datan de la época de la guerra de las Galias su rey se menciona con el nombre de Imanuentio, aunque en otros se omite el nombre. En algún momento antes de que se iniciara la segunda invasión de César a la isla, este rey fue reemplazado por Casivellauno, que asumió el mando de la tribu de los Catuvellaunos. Su hijo, Mandubracio, huyó hacia la protección que le conferiría César en la Galia. Durante esta segunda invasión, César derrotó a Casivellauno y restauró a Mandubracio en el trono. Casivellauno decidió no volver a oponerse al reinado de Mandubracio y permaneció en la sombra. El nuevo rey de los trinovantes aceptó la imposición de tributos.

Mapa de los pueblos celtas.

El próximo rey de los trinovantes del que se tienen registros gracias a los yacimientos numismáticos de la región fue Adedomaro. Este rey gobernó a los trinovantes entre los años 20 y 15 a. C. y su acción más importante fue el traslado de la capital a Camulodunum. Por un breve periodo, aproximadamente en el año 10 a. C., Tasciovano, rey de los catuvellaunos, acuñó monedas desde la capital trinovantiana, lo que sugiere que este pueblo había sido conquistado por los catuvellaunos, pero que no habían tardado en expulsarles, quizá con ayuda de Roma. La inscripción Rex se eliminó de las monedas y Adedomaro fue restaurado en el trono. A su muerte, Adedomaro fue sucedido por su hijo Dumnovellauno (10-5 a. C., pero unos pocos años más tarde la tribu fue conquistada de nuevo, esta vez por el hijo de Tasciovano, Cunobelino. Mandubracio, Adedomaro y Dumnovellauno aparecen en diversas ocasiones en las leyendas medievales britanas.

### Rebelión de Boudica
Los trinovantes vuelven aparecer en la historia tras unos años en la oscuridad cuando participaron en la Rebelión de la Reina Boudica contra el Imperio romano en 60, participando del lado insurgente en la batalla de Watling Street que terminó con la rebelión. Su nombre es mencionado como una de las civitates de la provincia romana de Britania, con capital en Caesaromagus (moderna Chelmsford, Essex). 
Su nombre sobrevivió en la leyenda medieval británica como Trinovantum, el supuesto nombre original de Londres, en la obra de Godofredo de Monmouth Historia Regum Britanniae y en otras. Godofredo alega que el nombre procede de Troi-novantum o "Nueva Troya", estableciendo la relación con la leyenda de que Britania fue fundada por Bruto de Inglaterra y otros refugiados de la guerra de Troya.